# Sara Klisura
Sara Klisura est une joueuse de volley-ball serbe née le 15 juillet 1992 à Subotica. Elle mesure 1,88 m et joue au poste de réceptionneuse-attaquante. Elle totalise 39 sélections en équipe de Serbie.

## Clubs
| Club                     | De        | À         |
| ------------------------ | --------- | --------- |
| ŽOK Spartak              | 2006-2007 | 2009-2010 |
| OK Vizura                | 2010-2011 | 2011-2012 |
| Volley Bergamo           | 2012-2013 | 2013-2014 |
| CSM Târgoviște           | 2014-2015 | 2014-2015 |
| JVK Ienisseï Krasnoïarsk | 2015-2016 | 2015-2016 |
| CSM Târgoviște           | jan 2017  | mai 2017  |
| Foton Tornadoes          | oct 2017  | déc 2017  |
| United VC                | fév 2018  | mai 2018  |
| CSM Târgoviște           | 2018-2019 | 2018-2019 |
| Kaposvári Női RC         | 2019-2020 | …         |

## Palmarès

### Équipe nationale
- Championnat d'Europe des moins de 18 ans
  - Finaliste : 2009.
- Championnat du monde des moins de 18 ans
  - Finaliste : 2009.
- Championnat d'Europe des moins de 20 ans
  - Finaliste : 2010.

### Clubs
- Championnat de Serbie
  - Finaliste : 2010, 2011.
- Coupe de Serbie
  - Finaliste : 2011.
- Coupe d'Italie
  - Finaliste : 2014.
- Championnat de Roumanie
  - Finaliste : 2015.
- Coupe de Roumanie
  - Finaliste : 2019.

### Distinctions individuelles
- Championnat d'Europe féminin de volley-ball des moins de 18 ans 2009: Meilleure serveuse.
- Championnat du monde de volley-ball féminin des moins de 18 ans 2009: Meilleure serveuse.